# Fechterschnecken
Die Fechterschnecken (Strombus) sind eine Gattung der Flügelschnecken (Strombidae).

## Verbreitung
Die Mehrzahl der etwa fünfzig Arten lebt im Indopazifik, während fünf Arten (S. gigas, S. gallus, S. costatus, S. pugilis, S. raninus) ihre Heimat im Karibischen Meer haben.
Ihr größter Vertreter ist die in der Karibik lebende Große Fechterschnecke (Strombus gigas), die bis zu 21 cm lang und 2,5 kg schwer wird. Die Männchen sind meist etwas kleiner als die Weibchen.

## Entwicklung
Die aus Veliger-Larven hervorgehenden Fechterschnecken verändern auch im weiteren Lebensverlauf stark ihre Gestalt, weshalb sie früher von den Karibikbewohnern und selbst von Zoologen für verschiedene Arten gehalten wurden.
Junge Fechterschnecken besitzen eine rundliche Schale ohne „Flügel“ und werden deshalb „Roller“ oder „Rundschnecken“ genannt. Erst das ausgewachsene Tier bildet den charakteristischen Gehäuserand („Flügel“) aus, bei der Großen Fechterschnecke im Alter von drei Jahren. Diese ausgewachsenen Tiere werden „Starke Schnecken“ oder „Blattschnecken“ genannt. Kleine Fechterschnecken, bei denen bereits ausgeprägte Flügel erscheinen, heißen „Sambaschnecken“ oder „Sangaschnecken“.
Der Gehäuserand der Fechterschnecke sowie die anfangs sehr spitzen Stacheln auf dem Gehäuse nutzen sich mit der Zeit ab. Die Tiere sind durch Bewuchs mit Pflanzen und sessilen Tieren getarnt.

## Fortbewegung, „Fechten“

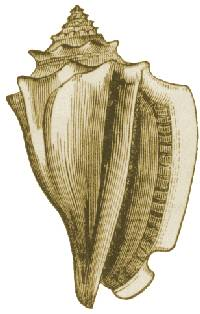
Gehäuse einer Fechterschnecke

Die Fechterschnecken verwenden ihr fingernagelartiges Operculum (Schalenverschlussdeckel) zur Fortbewegung: Hierzu steckt die Schnecke das Operculum in den Grund und bewegt ihren Körper durch ruckartiges Zusammenziehen des Fußes nach vorn, mit einem „Schritt“ etwa eine halbe Körperlänge. Die Bewegung ähnelt dabei dem Ausfallschritt beim Fechten. Hierbei hinterlässt die Schnecke keine Schleim- bzw. Geruchsspur und ist so besser vor Feinden geschützt.

## Ernährung
Fechterschnecken leben vom Algenbewuchs auf Seegras und dem Sand- bzw. Schlammuntergrund.

## Verwendung
Die Gehäuse der Fechterschnecken dienen in verschiedenen Kulturen der Herstellung von Schneckentrompeten, so früher auch bei den Chimú und Inka in Südamerika (Quechua-Bezeichnung: Pututu).
Fechterschnecken sind im rohen und gegarten Zustand als Delikatesse begehrt. Die Gehäuse werden als Souvenirs an Touristen verkauft.
In der mittelalterlichen Heilkunde fand der als blacta bizantia oder ungula aromatica bezeichnete Deckel von Strombus-Arten (und von anderen Meerschnecken) Verwendung.
Derzeit läuft des Weiteren eine Patentanmeldung zur Züchtung von Meeresperlen mit der Fechterschnecke. Dabei wird ihnen ein Fremdkörper eingepflanzt, welcher, ähnlich wie bei Austern, mit Perlmutt überzogen wird und so nach 6 Monaten bis 2 Jahren eine Perle bildet.

## Gefährdung
Die Große Fechterschnecke (Riesen-Flügelschnecke, Strombus gigas) ist durch übermäßiges Sammeln stark gefährdet.

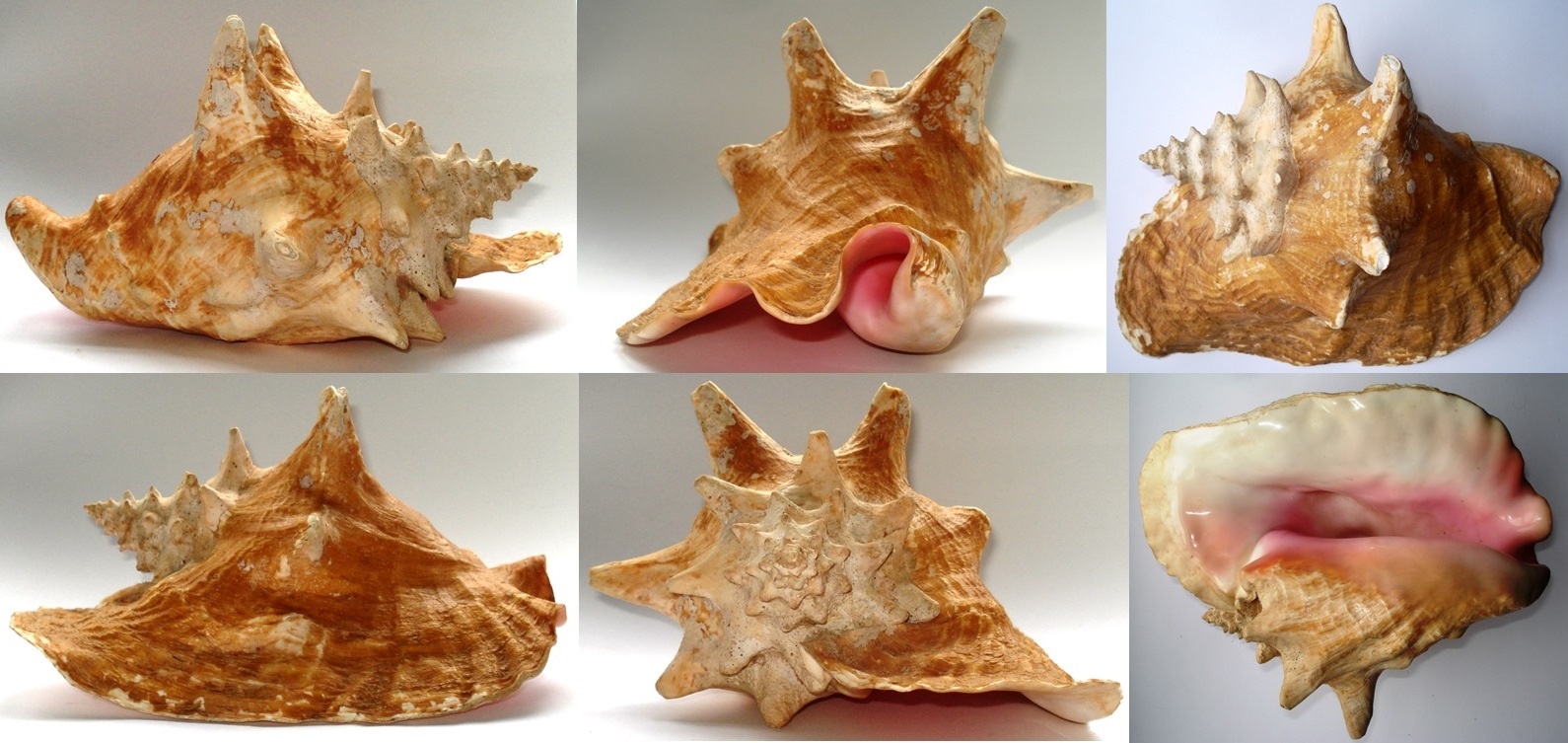
Gehäuse der großen Fechterschnecke (Lobatus gigas) von allen Seiten